# بیلی (میسیسیپی)
بیلی (به انگلیسی: Bailey) یک منطقهٔ مسکونی در ایالات متحده آمریکا است که در شهرستان لاودردیل، میسیسیپی واقع شده است. بیلی ۱۱۸٫۸۷ متر بالاتر از سطح دریا واقع شده است.